# Kućane
Kućane (en serbe cyrillique : Кућане) est un village de Serbie situé dans la municipalité de Raška, district de Raška. Au recensement de 2011, il comptait 114 habitants.

## Démographie

### Évolution historique de la population
| 1948 | 1953 | 1961 | 1971 | 1981 | 1991 | 2002 | 2011 |
| ---- | ---- | ---- | ---- | ---- | ---- | ---- | ---- |
| 346  | 393  | 408  | 273  | 177  | 127  | 117  | 114  |

|  |